# 東京、愛だの、恋だの
『東京、愛だの、恋だの』（とうきょうあいだのこいだの）は、動画配信サービス「Paravi」にて2021年9月11日から10月16日にかけて配信された配信ドラマ。不動産会社に務める35歳の女性と何らかの事情で住まいを探しに来た女性たちの様々な悩みを描く群像劇。2021年12月30日（29日深夜、1:30 - 4:00、第1話 - 第4話）と12月31日（30日深夜、2:00 - 3:50、第5話 - 最終話）にはテレビ東京で放送された。

## キャスト
和田かえ
演 - 松本まりか
不動産会社に務める35歳の女性。
芦屋勇作
演 - 毎熊克哉
かえの大学時代からの友人。
橋本達也
演 - 梶裕貴
かえと10年間付き合っている恋人。
松島はじめ
演 - 一ノ瀬颯
かえの後輩
古沢恭子
演 - 清水葉月
かえと勇作の学生時代からの友人。

### ゲスト
第1話
- 林ゆか子 - 大原櫻子[2]
- 首藤春明 - 古川雄輝[2]
- 春岡秋子 - 江口のりこ[2]
- 吉池純一 - 大倉孝二
- 吉池美由紀 - 板谷由夏

第2話
- 奥野晴香 - 剛力彩芽[2]
- 小田直樹 - 三浦貴大[2]
- 赤嶺英明 - 田中俊介[2]

第3話
- 本宮冬子 - MEGUMI[2]
- 佐伯陸 - 小関裕太[2]
- おじさん - 田中要次[2]

第4話
- 正木優子 - 趣里[3]
- 多田美咲 - 安藤聖[3]
- 朝倉浩二 - 忍成修吾
- 横山知恵 - 安藤玉恵[3]

第5話
- 横山涼子 - 臼田あさ美[3]
- 横山浩介 - 尾上寛之[3]
- 羽柴夏希 - 市川由衣[3]

第6話
- 大森すみれ - ファーストサマーウイカ[3]
- 医者 - 長谷川朝晴

## スタッフ
- 脚本 - 向井康介、ペヤンヌマキ、タナダユキ
- 監督 - タナダユキ
- チーフ・プロデューサー - 大和健太郎
- プロデューサー - 植田郁子、半田健

## 配信日程
| 各話   | 配信日   | サブタイトル                                  | 脚本         | エンディングテーマ                          |
| ------ | -------- | --------------------------------------------- | ------------ | ------------------------------------------- |
| 第1話  | 9月11日  | 病めるときも、健やかなるときも                | 向井康介     | Nulbarich「TOKYO」                          |
| 第2話  | 9月11日  | 運命の人                                      | ペヤンヌマキ | ピチカート・ファイヴ「東京は夜の七時」      |
| 第3話  | 9月18日  | 恋はいつでも                                  | タナダユキ   | ジェニーハイ「東京は雨」                    |
| 第4話  | 9月25日  | 民法709条                                     | ペヤンヌマキ | Awesome City Club「Lullaby for TOKYO CITY」 |
| 第5話  | 10月2日  | The grass is always greener on the other side | ペヤンヌマキ | 大橋トリオ「東京ピエロ feat.平井堅」        |
| 第6話  | 10月9日  | 東京alone                                     | 向井康介     | 雨のパレード「Tokyo」                       |
| 最終話 | 10月16日 | 東京の人                                      | 向井康介     | 手嶌葵「東京」                              |